# Chris Pontius (futbolista)
Christopher Richard Pontius (Yorba Linda, California, Estados Unidos, 12 de mayo de 1987) es un exfutbolista estadounidense. Jugaba de delantero y fue profesional entre 2009 y 2019.

## Trayectoria
Inicio como juvenil en Servite High School, también jugó por el equipo de Irvine Strikers y por el UC Santa Bárbara Gauchos. Chris Pontius fue seleccionado por el D.C. United en 2009 en el MLS SuperDraft. En marzo de 2009 marcó su primer gol en el empate 2 a 2 ante Los Angeles Galaxy. Fue elegido como el jugador más valioso en el Juego de las Estrellas de la Major League Soccer 2012, además marcando un gol.
En octubre de 2019 anunció su retirada tras diez años en la Major League Soccer.

## Selección nacional
Pontius no ha jugado para la selección estadounidense a ningún nivel, pero ha sido convocado para entrenar con el primer equipo en varias ocasiones. En julio de 2013 fue incluido en la lista de doce jugadores en lista de espera para participar de la Copa de Oro 2013 en caso de presentarse alguna lesión en el plantel.

## Estadísticas
Actualizado el 8 de noviembre de 2014.
| D.C. United Estados Unidos | 1ª            | 2009          | 28  | 4  | - | - | 3  | 0 | 5 | 2 | 36  | 6  |
| D.C. United Estados Unidos | 1ª            | 2010          | 17  | 2  | - | - | 4  | 0 | - | - | 21  | 2  |
| D.C. United Estados Unidos | 1ª            | 2011          | 25  | 7  | - | - | 2  | 0 | - | - | 26  | 7  |
| D.C. United Estados Unidos | 1ª            | 2012          | 31  | 12 | 3 | 0 | -  | - | - | - | 34  | 12 |
| D.C. United Estados Unidos | 1ª            | 2013          | 22  | 2  | - | - | 3  | 1 | - | - | 25  | 3  |
| D.C. United Estados Unidos | 1ª            | 2014          | 6   | 1  | 2 | 0 | -  | - | 2 | 1 | 10  | 2  |
| D.C. United Estados Unidos | Total club    | Total club    | 129 | 28 | 5 | 0 | 12 | 1 | 7 | 3 | 153 | 32 |
| Total carrera | Total carrera | Total carrera | 129 | 28 | 5 | 0 | 12 | 1 | 7 | 3 | 153 | 32 |
| (1)Incluye datos de la Temporada regular de la MLS (2)Incluye datos de la Postemporada de la MLS (3)Incluye datos de la Lamar Hunt U.S. Open Cup (4)Incluye datos de la Concacaf Liga Campeones |               |               |     |    |   |   |    |   |   |   |     |    |

## Palmarés

### Campeonatos nacionales
| Título                   | Club        | País           | Año  |
| ------------------------ | ----------- | -------------- | ---- |
| Lamar Hunt U.S. Open Cup | D.C. United | Estados Unidos | 2013 |

### Distinciones individuales
| Distinción                            | Año  |
| ------------------------------------- | ---- |
| Jugador valioso del MLS All-Star Game | 2012 |
| MLS Best XI                           | 2012 |